# 다온초등학교
다온초등학교는 대한민국 경기도 오산시에 있는 공립 초등학교이다.

## 연혁
- 2018년 3월 1일 : 개교